# Paul Chirik

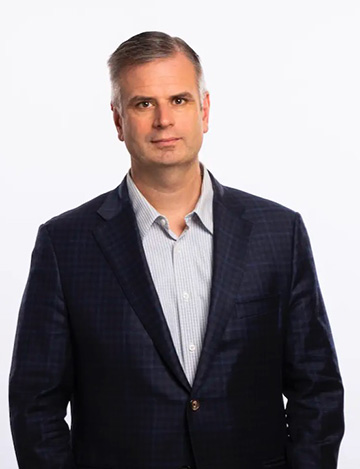
Paul Chirik, 2022

Paul J. Chirik (* 13. Juni 1973 in Philadelphia) ist ein amerikanischer Chemiker und aktuell Edwards S. Sanford Professor an der Princeton University. Er hat sich auf metallorganische Chemie, insbesondere auf nachhaltige und umweltfreundliche Katalyse mittels auf der Erde häufig vorkommender Elemente, spezialisiert.

## Leben
Seinen Bachelorabschluss erhielt Paul Chirik 1995 mit magna cum laude am Virginia Polytechnic Institute and State University, nach Arbeit unter Joseph Merola. Seine Promotion über den Mechanismus der metallocenkatalysierten Olefinpolymerisation und Hydrometallierung im Arbeitskreis von John Bercaw am Caltech wurde mit dem Hebert Newby McCoy Award ausgezeichnet. Nach einem kurzen Postdoc-Aufenthalt bei Christopher C. Cummins am Massachusetts Institute of Technology ging er 2001 als Assistant Professor an die Cornell University. 2006 wurde er zum Associate Professor befördert und 2009 zum Peter J. W. Debye Professor für Chemie ernannt.
Im Laufe seiner Karriere hat er an über 180 wissenschaftlichen Publikationen mitgearbeitet und ist Miterfinder bei über 15 Patenten. Außerdem hat er bei über 200 nationalen und internationalen Seminaren und Konferenzen Vorlesungen und Vorträge gehalten. Darunter fiel 2012 beispielsweise die Falling Walls Conference in Berlin, wo er einen Vortrag zum Thema „Breaking the Wall of Sustainable Chemistry: How Modern Alchemy Can Lead to Inexpensive and Clean Technology“ hielt.
Außerdem hat er über 30 Doktoranden und 20 Postdocs betreut.
Seit 2015 ist er weiterhin Chefredakteur der von der American Chemical Society herausgegebenen Peer-Review-Zeitschrift Organometallics.

## Forschungsschwerpunkte
Das Forschungsgebiet von Chirik kann zwischen der organischen und anorganischen Chemie eingeordnet werden und beinhaltet die Entwicklung von nachhaltigen Methoden in der chemischen Synthese. Die Arbeitsgruppe erforscht unter anderem das von ihnen als „moderne Alchemie“ bezeichnete Konzept, in dem das Ligandendesign so gewählt wird, dass die Reaktivität von häufig vorkommenden Metallen die von seltenen nachahmt oder sogar übertrifft. Ein Fokus liegt dabei bei pharmazeutischen und industrierelevanten Fragestellungen. Neben Synthesemethoden finden dabei auch spektroskopische, physikalische und computerchemische Methoden Anwendung. Außerdem untersucht seine Arbeitsgruppe die Funktionalisierung von Distickstoff und die gegenseitige Umwandlung in Ammoniak.

### Katalyse mit häufig vorkommenden Elementen
Chiriks Hauptforschungsfeld ist die Katalyse mit Übergangsmetallen, die häufig auf der Erde vorkommen. Beispiele hierfür sind Eisen und Cobalt. Das Ziel dabei liegt darin, pharmazeutische und andere Industriezweige von der Abhängigkeit von knappen und teuren Seltenerdmetallen zu lösen, die gegenwärtig häufig genutzt werden. Seine Arbeitsgruppe hat daher redoxaktive Liganden entwickelt, um die elektronischen Eigenschaften von Übergangsmetallen der vierten Periode so anzupassen, dass eine Vielelektronenchemie möglich wird. Dieses mittlerweile vielfach angewandte Konzept der „Metall-Ligand-Kooperation“ wurde unter anderem durch Chirik populär. Er konnte dadurch unter anderem geeignete Katalysatoren für die asymmetrische Hydrierung, Hydrosilylierung und Hydroborierung von Olefinen auf Basis von Eisen und Cobalt entwickeln. Diese weisen teils höhere Aktivitäten und Selektivitäten zu ihren Gegenstücken mit selteneren Metallen auf oder können als Katalysatoren für neuartige Cycloadditionsreaktionen dienen.
Weiterhin hat Chirik Katalysatoren auf Basis von häufig vorkommenden Elementen entwickelt, die in einer traditionelleren Art arbeiten, bei denen also die elektronischen Änderungen ausschließlich am Metallzentrum stattfinden. Dadurch konnten unter anderem Katalysatoren für die asymmetrische Hydrierung, Wasserstoffisotop Austauschreaktionen, C–H Borylierungen und Kreuzkupplungsreaktionen durchgeführt werden, die für die Pharmaindustrie von Interesse sind.

### Stickstofffunktionalisierung und die gegenseitige Umwandlung von Ammoniak in seine Elemente
Chirik forscht außerdem an der gegenseitigen Umwandlung von Ammoniak (NH3) und seinen konstituierenden Elementen in Form von N2 and H2. Die Hinreaktion, in der Stickstoff zu Ammoniak und anderen wertvolleren, stickstoffhaltigen Produkten umgesetzt wird, ist heutzutage vom Haber-Bosch-Verfahren abhängig, das einen großen ökologischen Fußabdruck aufweist und ein damit Verbundenes Interesse an Alternativen weckt. Die Rückreaktion hingegen verfolgt die Idee des Nutzens von Ammoniak als kohlenstoffneutralen Kraftstoff.
Mittels homogener Katalyse früher Übergangsmetalle in einer der Fragestellung angepassten Koordinationssphäre war es Chirik möglich neue Routen für die Konversion von Stickstoff in wertvollere, stickstoffhaltige organische Verbindungen zu entwickeln.
Durch Verwendung von protonengekoppeltem Elektronentransfer war es Chirik und seinen Mitarbeitern außerdem möglich Ammoniak zu zerlegen um H2 zu bilden. Dabei nutzte er die Schwächung der N–H-Bindung durch Koordination aus.

## Auszeichnungen und Preise
- 2000 – Herbert Newby McCoy Preis für Herausragende Dissertationen des Caltech
- 2003 – CAREER Award der National Science Foundation[35]
- 2004 – David and Lucile Packard Fellow in Science and Engineering[36]
- 2005 – Russell Distinguished Teaching Award der Cornell University[37]
- 2006 – Camille Dreyfus-Teacher Scholar[38]
- 2008 – Bessel Fellow der Alexander-von-Humboldt-Stiftung
- 2009 – Arthur C. Cope Scholar Award der American Chemical Society[39]
- 2009 – Blavatnik Award for Young Scientists der NYAS[40]
- 2011 – Dalton Lecturer der University of California, Berkeley[41]
- 2014 – Closs Lecturer der University of Chicago
- 2015 – International Award for Creative Work der Japan Society of Coordination Chemistry[42]
- 2016 – Presidential Green Chemistry Challenge Award[43]
- 2017 – ACS Catalysis Lectureship for Advancement of Catalysis Science[44]
- 2018 – ICI Lectureship der University of Calgary[45]
- 2020 – Paul N. Rylander Award der Organic Reactions Catalysis Society[46]
- 2020 – Linus Pauling Award[47]
- 2021 – Gábor A. Somorjai Award für Katalyse der American Chemical Society[48][49]